# Куба (приток Чемала)
Куба (устар. Кубя) — река в России, протекает по Республике Алтай. Устье реки находится в 8 км по правому берегу реки Чемал. Длина реки составляет 47 км, площадь водосборного бассейна 504 км².

## Притоки
- Чемальская Ареда (пр)
- Каратурук (пр)
- Кеда (лв)
- Иммурта (пр)
- Муирта (пр)
- Дюдюгой (лв)
- Сергезю (пр)
- 24 км: Аккая (пр)
- Кыстра (пр)
- Каяс (лв)
  - Карабель (пр)
- Абаш (лв)
- Аярык (пр)
- Аккая

## Данные водного реестра
По данным государственного водного реестра России относится к Верхнеобскому бассейновому округу, водохозяйственный участок реки — Катунь, речной подбассейн реки — Бия и Катунь. Речной бассейн реки — (Верхняя) Обь до впадения Иртыша.